# Lynn Frazier
Lynn Frazier (Steele megye, 1874. december 21. – Riverdale, 1947. január 11.) az Amerikai Egyesült Államok szenátora (Észak-Dakota, 1923–1941).